# Baia della Recherche
La Baia della Recherche (Recherche Bay in inglese) è un'insenatura oceanica situata nell'estremo sud-est della Tasmania in Australia. La baia fu il punto d'approdo della spedizione guidata dall'esploratore francese Antoine Bruni d’Entrecasteaux alla ricerca del disperso esploratore francese Jean-François de La Pérouse. Prende il nome dalla Recherche, una delle navi della spedizione. La Baia della Recherche è oggi inserita nel National Heritage Register australiano.

## Esplorazione francese
Gli esploratori francesi piantarono un campo e condussero osservazioni botaniche e scientifiche nel sito della baia nell'aprile 1972 per 26 giorni, per poi ritornarvi per altri 24 giorni nel gennaio 1793. Entrambi gli approdi furono obbligati dall'impellente necessità di trovare rifugio e di rifornirsi di provviste, sebbene venne destinato alla ricerca scientifica il maggior tempo possibile. I botanici Jacques Labillardière, Claude Riche e Étienne Pierre Ventenat assistiti dal giardiniere botanico Félix Delahaye raccolsero e catalogarono quasi 5 000 campioni tra cui quello di eucalipto (Eucalyptus globulus), il quale divenne in seguito il simbolo floreale dell'isola di Tasmania. La spedizione ebbe inoltre amichevoli contatti con gli aborigeni tasmaniani dell'area nel 1793.